# The Game Awards 2016
The Game Awards 2016 (сокр. TGA 2016) — третья по счёту ежегодная церемония награждения The Game Awards, отмечающая достижения в индустрии компьютерных игр и киберспорта. Мероприятие было проведено 1 декабря 2016 года в Microsoft Theater, Лос-Анджелес, США Джеффом Кили. Лауреатом премии «Игра года» стала Overwatch, лучшей студией была признана Blizzard Entertainment, а геймдизайнер Хидэо Кодизима получил награду «Икона индустрии».

## Трансляция и зрители
Трансляция The Game Awards прошла 1 декабря 2016 года, в 17:30 по тихоокеанскому времени, и велась на нескольких стриминговых платформах, включая YouTube и Twitch, а также через игровые сервисы Xbox Live, PlayStation Network и Steam. Впервые за историю The Game Awards на YouTube-стриме были доступны 4К-разрешение и функция виртуальной реальности с 360-градусным видео. Кили и другие организаторы шоу скооперировались с Tencent и добились трансляции и перевода шоу для китайских зрителей через клиенты Tencent — QQ и WeChat, а также их участия в голосовании некоторых номинаций. Эти два сервиса суммарно добавили шоу 1,5 миллиона зрителей. Кили отметил, что со снятием запрета на консольные игры в Китае в 2015 году Китай стал одним из самых быстрорастущих рынков и посчитал сотрудничество с Tencent «настоящим экспериментом».
Церемония прошла в Microsoft Theater в Лос-Анджелесе, ведущим выступил Джефф Кили. На мероприятии выступили дуэты Run the Jewels и Rae Sremmurd, а также был исполнен саундтрек Doom за авторством Мика Гордона.
С учётом добавления азиатской аудитории, суммарное количество зрителей трансляций составило порядка 3,8 миллиона — на 65 % больше, чем в 2015 году.
Шоу критиковали за коммерциализацию из-за многократного появления Гидробота, гуманоидного робота с бритвенной головой, рекламировавшего бритвенные лезвия Schick.

### Анонсы
На шоу были показаны геймплейные трейлеры нескольких разрабатываемых проектов. Перед мероприятием Кили объявил, что шоу будет меньше опираться на CGI-трейлеры и больше показывать записи игрового процесса, чтобы избежать повторения маркетингового провала No Man’s Sky. Среди проектов, показанных на трансляции, были Mass Effect: Andromeda, The Walking Dead: A New Frontier, Prey, The Legend of Zelda: Breath of the Wild, Shovel Knight: Specter of Torment, Halo Wars 2, Death Stranding, Dauntless от Phoenix Labs, ремастер Bulletstorm, Guardians of the Galaxy от Telltale, LawBreakers, Warframe, Assassin’s Creed: The VR Experience, а также кадры из фильма «Кредо убийцы» 2016 года.

## Награды
Номинанты The Game Awards 2016 были объявлены 16 ноября 2016 года. В них могла попасть игра, коммерческий выпуск которой прошёл до 24 ноября 2016 года. 21 ноября с категории «Лучшее произведение фанатов» были сняты фанатские проекты AM2R и Pokémon Uranium. Во время стрима, предшествовавшего мероприятию, Кили подробно описал ситуацию и объяснил, что эти фанатские игры не смогли получить юридическое разрешение от Nintendo, правообладателя обеих игр, участвовать на шоу.
Большая часть победителей была объявлена на церемонии награждения, проведённой 1 декабря 2016 года. Единственным исключением стала категория «Лучшее произведение фанатов».

### Награды, присуждаемые жюри
| Игра года Победитель: - Overwatch Номинанты: - Doom - Inside - Titanfall 2 - Uncharted 4: A Thief’s End                                                                               | Лучшая игровая режиссура Победитель: - Overwatch Номинанты: - Battlefield 1 - Doom - Uncharted 4: A Thief’s End - Titanfall 2 |
| Лучшее игровое повествование Победитель: - Uncharted 4: A Thief’s End Номинанты: - Firewatch - Inside - Mafia III - Oxenfree                                                          | Лучшее визуальное оформление Победитель: - Inside Номинанты: - Abzû - Firewatch - Overwatch - Uncharted 4: A Thief’s End |
| Лучший саундтрек/звуковое оформление Победитель: - Doom Номинанты: - Battlefield 1 - Inside - Rez Infinite - Thumper                                                                  | Лучшая актёрская игра Победитель: - Нолан Норт в роли Нейтана Дрейка — Uncharted 4: A Thief’s End Номинанты: - Алекс Хернандез в роли Линкольна Клэя — Mafia III - Цисси Джонс в роли Делайлы — Firewatch - Эмили Роуз в роли Елены — Uncharted 4: A Thief’s End - Рич Соммер в роли Генри — Firewatch - Трой Бейкер в роли Сэма Дрейка — Uncharted 4: A Thief’s End |
| Наибольшее социальное влияние Победитель: - That Dragon, Cancer Номинанты: - Block’hood - Orwell - Sea Hero Quest - 1979 Revolution: Black Friday                                     | Лучшая независимая игра Победитель: - Inside Номинанты: - Firewatch - Hyper Light Drifter - Stardew Valley - The Witness |
| Лучшая мобильная/портативная игра Победитель: - Pokémon Go Номинанты: - Clash Royale - Fire Emblem Fates - Monster Hunter Generations - Severed                                       | Лучшая VR-игра Победитель: - Rez Infinite Номинанты: - Batman: Arkham VR - Eve: Valkyrie - Job Simulator - Thumper |
| Лучшая экшен-игра Победитель: - Doom Номинанты: - Battlefield 1 - Gears of War 4 - Overwatch - Titanfall 2                                                                            | Лучшая приключенческая экшен-игра Победитель: - Dishonored 2 Номинанты: - Hitman - Hyper Light Drifter - Ratchet & Clank - Uncharted 4: A Thief’s End |
| Лучшая ролевая игра Победитель: - «Ведьмак 3: Дикая Охота — Кровь и вино» Номинанты: - Dark Souls III - Deus Ex: Mankind Divided - World of Warcraft: Legion - Xenoblade Chronicles X | Лучший файтинг Победитель: - Street Fighter V Номинанты: - Killer Instinct Season Three - The King of Fighters XIV - Pokkén Tournament |
| Лучшая стратегическая игра Победитель: - Civilization VI Номинанты: - Fire Emblem Fates - The Banner Saga 2 - Total War: Warhammer - XCOM 2                                           | Лучшая семейная игра Победитель: - Pokémon Go Номинанты: - Dragon Quest Builders - Lego Star Wars: The Force Awakens - Ratchet & Clank - Skylanders: Imaginators |
| Лучшая спортивная/гоночная игра Победитель: - Forza Horizon 3 Номинанты: - FIFA 17 - MLB The Show 16 - NBA 2K17 - Pro Evolution Soccer 2017                                           | Лучшая многопользовательская игра Победитель: - Overwatch Номинанты: - Battlefield 1 - Gears of War 4 - Overcooked - Titanfall 2 - Tom Clancy’s Rainbow Six Siege |

Источник:

### Награды, определяемые голосованием зрителей
| Самая ожидаемая игра Победитель: - The Legend of Zelda: Breath of the Wild Номинанты: - God of War - Horizon Zero Dawn - Mass Effect: Andromeda - Red Dead Redemption 2 | Тренд-геймер Победитель: - Boogie2988 Номинанты: - AngryJoeShow - Danny O’Dwyer - JackSepticEye - Lirik |
| Лучшее произведение фанатов Победитель: - Enderal: The Shards of Order Номинанты: - Brutal Doom 64 - AM2R - Pokémon Uranium                                             | Киберспортсмен года Победитель: - Марсело «coldzera» Давид (SK Gaming — Counter-Strike: Global Offensive) Номинанты: - Ли «Faker» Сан Хёк (SK Telecom T1 — League of Legends) - Пён «ByuN» Хён У (StarCraft II) - Ли «Infiltration» Сён У (Team Razer — Street Fighter V) - Хуан «Hungrybox» Дебидма (Team Liquid — Super Smash Bros. Melee) |
| Киберспортивная команда года Победитель: - Cloud9 Номинанты: - SK Telecom T1 - Wings Gaming - SK Gaming - ROX Tigers                                                    | Киберспортивная игра года Победитель: - Overwatch Номинанты: - Counter-Strike: Global Offensive - Dota 2 - League of Legends - Street Fighter V |

Источник:

### Почётные награды
| Икона индустрии - Хидэо Кодзима |

## Игры с наибольшим количеством номинаций и наград
| Номинаций | Игра                       |
| --------- | -------------------------- |
| 8         | Uncharted 4: A Thief’s End |
| 6         | Overwatch                  |
| 5         | Firewatch                  |
| 5         | Inside                     |
| 4         | Battlefield 1              |
| 4         | Doom                       |
| 4         | Titanfall 2                |
| 2         | Fire Emblem Fates          |
| 2         | Gears of War 4             |
| 2         | Hyper Light Drifter        |
| 2         | Mafia III                  |
| 2         | Pokémon Go                 |
| 2         | Ratchet & Clank            |
| 2         | Rez Infinite               |
| 2         | Street Fighter V           |
| 2         | Thumper                    |

| Наград | Игра                       |
| ------ | -------------------------- |
| 4      | Overwatch                  |
| 2      | Doom                       |
| 2      | Inside                     |
| 2      | Pokémon Go                 |
| 2      | Uncharted 4: A Thief’s End |

## Комментарии
1. 1 2  Номинация была снята по DMCA-требованию Nintendo